# الانتخابات التمهيدية في الولايات المتحدة

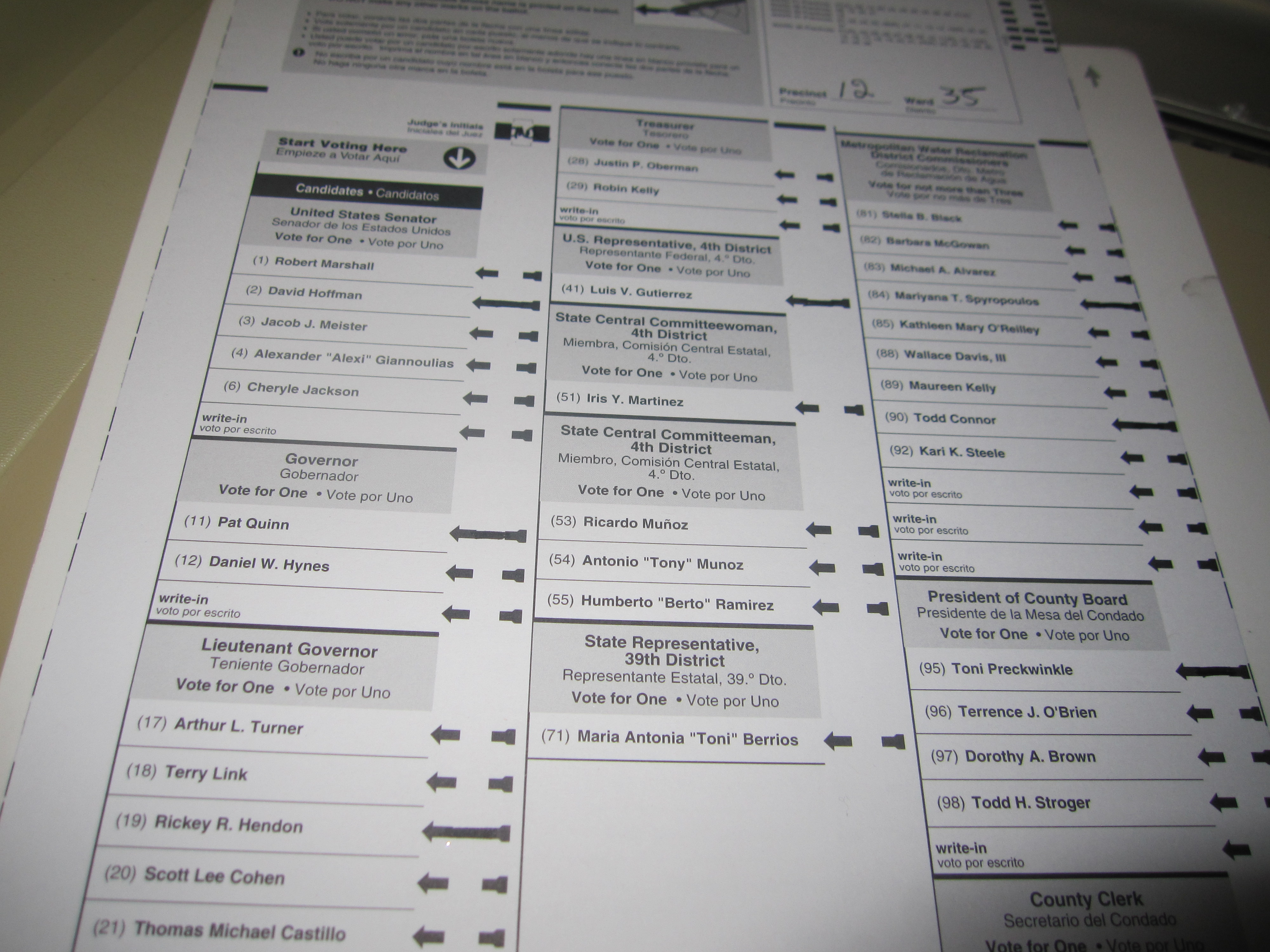

نظام الانتخابات التمهيدية المباشرة في الولايات المتحدة الأمريكية، هو عبارة عن عمليات حزبية داخلية تجرى لاختيار مرشح (أو مرشحين) من حزب سياسي للمشاركة في الانتخابات العامة المقبلة، وذلك عن طريق عقد انتخاب داخلي بالحزب نفسه.

## مقدمة
من خلال هذه العملية الانتخابية الأولية، فإنه يتم اختيار المرشحين للمناصب الانتخابية في الولايات المتحدة من قبل الناخبين، وليس من قبل قادة الأحزاب. ولكن بالنسبة لكيفية  إجراء ذلك بالضبط، فإنه يعتمد على الإطار القانوني والقواعد الداخلية للحزب، والممارسات الشكلية الأخرى غير الرسمية. ونظراً لأن الانتخابات التمهيدية تـُجرى وفقاً لقوانين الولايات الاتحادية، فإن من الممكن أن تكون هناك بعض الفوارق الهامة من ولاية إلى أخرى في عملية الانتخابات التمهيدية، مثل  الانتخابات التمهيدية «المفتوحة» أو «المغلقة».

## خلفية تاريخية
ظهر نظام الانتخابات التمهيدية في الولايات المتحدة في أواخر القرن التاسع عشر وأوائل القرن العشرين، من خلال عملية التطور كردة فعل ضد منظمات حزبية قوية وسيطرتها على الترشيحات والتعيينات. ويقال أن تطورين رئيسيين قد أديا إلى ظهور الانتخابات التمهيدية في مختلف أنحاء الولايات المتحدة، وهما:
1. إدخال نظام الاقتراع السري، الذي مكن الناخبين من حرية التصويت لمرشحي الحزب.
2. رفض نظام المؤتمرات الحزبية لاختيار المرشحين.

وبالتالي، فإن نمو الانتخابات التمهيدية في السياسة الأمريكية تمتد جذوره إلى مبعث القلق بأن المؤتمرات الحزبية (أو الجمعيات الانتخابية)  كانت محكومة من قبل الأجهزة السياسية.
جرى عقد الانتخاب التمهيدي الأول بالولايات المتحدة عام 1899 في ولاية مينيسوتا. وبعد عامين، وضعت ولاية مينيسوتا نظام الانتخابات التمهيدية الإلزامية لأول مرة على مستوى كافة أنحاء الولاية. كما جرى تنظيم أول انتخابات تمهيدية للرئاسة عام 1901 في ولاية فلوريدا.
وقد تنامت  أهمية الانتخابات التمهيدية في نظام التصويت واختيار المرشحين بالولايات المتحدة وتعاظمت بصورة كبيرة خلال العقود الأخيرة. ونتيجة لذلك، فقد اكتسب  الناخبون المزيد من التأثير على اختيار المرشحين في حين أن قوة قادة الأحزاب والمنظمات قد تراجعت وأخذت تخبو وتتضاءل. وعلى كل، فإن الانتخابات التمهيدية ما زالت لا تعقد في جميع الولايات الأمريكية. وبحلول عام 2004، لم تحظ ولايات ألاسكا وكولورادو ونيفادا ويوتا، بأي شكل من أشكال الانتخابات التمهيدية الرئاسية. ويجري في تلك الولايات اختيار وفود المندوبين في المؤتمرات الحزبية والجمعيات الانتخابية من قبل نشطاء الحزب والمسؤولين على كل مستوى من مستويات التنظيم الحزبي داخل كل ولاية. وفي نهاية المطاف، فإن مؤتمرات الولاية تعمل على  اختيار المندوبين إلى المؤتمر الوطنى. وتميل اجتماعات اللجان الانتخابية لكونها مسيطراً عليها من قبل نشطاء الحزب الملتزمين بما فيه الكفاية لقضايا الحزب مما يدفعهم إلى المشاركة في كل مرحلة من مراحل الانتخابات.

## الملامح المشتركة في الانتخابات الأمريكية الأولية
تتميز الفوارق في الانتخابات الأولية المباشرة بالطريقة التي يحق فيها للناخبين المؤهلين التصويت في الانتخابات التمهيدية للحزب. ويمكن للمرء أن يميز بين الانتخابات التمهيدية  المقفلة، والمفتوحة، والحرة غير الحزبية أو (المنشقة). ومع ذلك، فإن ثمة بعض الملامح العامة التي تشترك فيها جميع الانتخابات التمهيدية في الولايات المتحدة.
وفي البداية، فإن الشخص الذي يسعى لترشيح حزب له لشغل منصب انتخابي معين يقوم بتقديم طلب للترشيح. وهذه العريضة المقدمة من الشخص الطامح في الترشح يتعين التوقيع عليها من قبل عدد محدد بصورة  قانونية من الناخبين في الولاية. ويتم إظهار أسماء جميع المرشحين من قبل الحزب لكل منصب على بطاقات الاقتراع. ويقوم الناخبون بالتأشير على اقتراعاتهم في انتخابات تمهيدية (تشرف عليها الحكومة)، حيث يسجلون اختياراتهم لمرشح واحد لكل منصب انتخابي. وبعدها فإن الشخص الذي يحصل على أكثر الأصوات (لكل منصب بكل انتخاب تمهيدي) يتم التأكيد عليه بأنه مرشح الحزب المعني. كما تجري طباعة أسماء المرشحين وانتماءاتهم الحزبية في أوراق الاقتراع للانتخاب العام، حيث يختار الناخبون من بين المرشحين من مختلف الأحزاب لشغل المناصب الشاغرة.
ويعتبر المرشحون في الانتخابات الرئاسية التمهيدية (أو اللجان الانتخابية بالولاية) في الحقيقة بمثابة وفود انتخابية حيث أنهم سيدلون بأصواتهم لاختيار مرشحين للمنصب الرئاسي في مؤتمرات الحزب القومية. وتعتبر معظم الوفود ملتزمة بدعم مرشح حزبي معين. وتتفاوت طريقة تعيين الوفود لمرشحي المنصب الرئاسي بدرجة كبيرة فيما بين عمليات الانتخابات التمهيدية بالولايات المتحدة. وتعتبر كيفية التعيين ذات أهمية كبرى، لأن هناك حاجة ماسة للحصول على أغلبية الأصوات في المؤتمر الحزبي القومي لحصول المرشح للمنصب الرئاسي على ترشيح الحزب له. وثمة ثلاث طرق لتحديد المرشح:
1. نظام «الفائز يأخذ كل شيء» (WTA) جميع أصوات الممثلين بمجلس الكونغرس من الولاية تذهب إلى المرشح الذي يحصل على معظم الأصوات في انتخابات الولاية التمهيدية.
2. نظام الإعادة الانتخابية مستخدم في ولاية «لويزيانا» في جميع الانتخابات المحلية والإقليمية والتشريعية، حيث يتم بموجبه إعادة الانتخاب مرة ثانية إذا لم يحصل المرشح على أغلبية الأصوات في الجولة الأولى.
3. نظام التمثيل النسبي يقوم على تعيين مرشحين بصورة متناسبة مع عدد الأصوات التي يحصل عليها كل مرشح في الانتخابات التمهيدية.

ويقال أن نظام التمثيل النسبي يزيد من قوة صوت الأقليات، في حين أن نظام الفائز يحصد كل شيء، قد يرفع من تأثير المرشح في الإجراء اللاحق بعملية الترشيح.

## أنواع الانتخابات التمهيدية
يختلف نظام الانتخابات التمهيدية فيما بين الولايات الأمريكية من ناحية الأشخاص الذين يحق لهم التصويت في الانتخابات الأولية للحزب.

### الانتخابات التمهيدية المفتوحة
في الانتخابات التمهيدية المفتوحة، فإنه يمكن للناخبين بالولاية أن يشاركوا في إحدى الانتخابات الأولية، بغض النظر عن انتماءاتهم الحزبية. وبالتالي، فإن الناخبين عادة لا يترتب عليهم  إصدار بيان علني بشأن الخيارات الحزبية لديهم، كما هو الحال في الانتخابات الحزبية التمهيدية المغلقة المشار إليها أعلاه. ولكن فإنه لا يزال من المترتب عليهم أن يقرروا في أي واحدة من تلك الانتخابات التمهيدية يرغبون في التصويت خلالها بما في ذلك الانتخاب الخاص.
ويتيح هذا النظام للمرشح الأكثر شعبية لتقديمه للترشح للمنصب بغض النظر عن الانتماء الحزبي للمرشح نفسه. وبحلول عام 2005 كان نظام الانتخابات الأولية المفتوح مطبقاً في 20 ولاية أمريكية. وكان نصف تلك الولايات يتطلب التصريح العلني عن الانتماء الحزبي للناخب، في حين أن النصف الآخر كان يسمح بالإعلان الخاص عن الولاء الحزبي للناخب.

### الانتخابات التمهيدية شبه المفتوحة
في الانتخابات التمهيدية شبه المفتوحة، فإن  الناخبين المسجلين في الحزب فقط يحق لهم المشاركة في الانتخابات التمهيدية للحزب المسجلين فيه. كما يمكن للمستقلين في بعض الولايات أن يختاروا أي انتخاب تمهيدي يرغبون للتصويت فيه. وفي بضع ولايات أمريكية،  فإن الأحزاب قادرة على تحديد فيما إذا كان يُسمح  للناخبين المستقلين أن يصوتوا في الانتخابات التمهيدية أم لا. وعلى سبيل المثال، فإنه في ولاية فرجينيا الغربية، فإن الانتخابات التمهيدية لدى الحزب الجمهوري مفتوحة للمستقلين للمشاركة والتصويت فيها، ولكن الانتخابات التمهيدية لدى الحزب الديمقراطي مغلقة في وجوه المستقلين حيث لا يسمح لهم هناك بالتصويت فيها. وفي بعض الولايات، فإن الناخب المسجل كمستقل ويقرر التصويت في انتخابات حزب تمهيدية، يجري تسجيله بصورة تلقائية بصفته عضواً في ذلك الحزب، ويتعين عليه إعادة تسجيله بصورة مؤكدة إذا رغب في الاحتفاظ بوضعه السابق بصفة مستقل.

### نظام الانتخابات التمهيدية التحولية أو الحرة
في نظام الانتخابات التمهيدية التحولية أو الحرة في الاختيار، فإنه يحق لجميع الناخبين التصويت في انتخابات الحزب التمهيدية واختيار أي حزب يفضلونه بصورة علنية. ولكن في هذه الأيام، فإن هذه الأنواع من الانتخابات التمهيدية لم تعد قائمة بعد. وقد سمحت هذه الأنظمة للناخبين بالتصويت في أي انتخاب تمهيدي لدى الحزب الجمهوري أو الحزب الديمقراطي وتبادل الانتخابات التمهيدية بشأن كل منصب انتخابي. وكان القيد الوحيد المشترط في ذلك، هو السماح  بالتصويت في انتخاب تمهيدي واحد لحزب بشأن كل منصب. وعليه، فإن نظام الانتخابات التمهيدية بطريقة الترشيح الحر بغض النظر عن الانتماء الحزبي للناخب، يقدم أوسع مشاركة ممكنة للناخبين. وقد عملت ولاية واشنطن على استخدام نظام الانتخابات التمهيدية بطريقة الاختيار الحر للناخب حتى عام 2003 حيث كان في وسع الناخبين التصويت بمعزل عن العضوية الحزبية. ولكن في عام 2003، أصدرت المحكمة العليا بالولايات المتحدة قراراً حظرت بموجبه ذلك النوع من نظام الانتخابات، لأنه ينتهك حقوق الأحزاب السياسية في اختيار مرشحيها. كما أصدرت المحكمة العليا بالولايات المتحدة قبلها حكماً بإلغاء نظام الانتخابات الأولية بالترشيح الحر بغض النظر عن الانتماء الحزبي في ولاية كاليفورنيا.

### نظام الانتخابات التمهيدية المغلق
يطلق على شكل نظام الانتخابات التمهيدية الذي يعد الأكثر تقييدا من ناحية المشاركة «نظام الانتخابات التمهيدية المغلق»، حيث يسمح لأعضاء الحزب فقط بالتصويت. ولا يسمح فيه للناخبين بتبديل الأحزاب في يوم الانتخابات التمهيدية.
ومع ذلك، فإن أنظمة اللجان أو المؤتمرات الحزبية الانتخابية، تعتبر أكثر صرامة وتمثل أشد أشكال الانتخابات التمهيدية المتشددة لاختيار المرشحين.

## الانتخابات التمهيدية التشريعية
يتم اختيار المرشحين للمناصب على مستوى الدولة، وللحصول على مقاعد في الكونغرس والمجالس التشريعية بالدولة، عن طريق الانتخابات التمهيدية في جميع الولايات تقريباً. وفي بعض الولايات فقط، يجري  تسمية المرشحين عن طريق المؤتمرات واللجان الحزبية الانتخابية. وفي هذه الحالة الأخيرة، فإن الانتخابات تـُـجرى على مرحلتين، مع إجراء الانتخابات التمهيدية، كمرحلة أولى، وإعادة الانتخاب إذا لم يحصل أي مرشح على الأغلبية في الانتخابات الأولية المباشرة.

## الانتخابات التمهيدية الرئاسية
جرى استخدام نظام الانتخابات التمهيدية للرئاسة بادئ الأمر، من أجل كسر شوكة ونفوذ التنظيمات الحزبية السياسية بشأن إجراءات تعيين المرشحين. وقد عـقدت أول انتخابات رئاسية تمهيدية في ولاية فلوريدا عام 1901، وبحلول عام 1916، تم تمرير قوانين الانتخابات التمهيدية الرئاسية في 26 ولاية أمريكية. وأصبحت أكثر من 40 ولاية من الولايات الخمسين تعقد انتخابات تمهيدية أو أولية لها بحلول عام 2005.
وتجري تسمية المرشحين للرئاسة رسمياً وشكلياً من خلال مؤتمرات الحزب للانتخابات الوطنية. وقبل بضعة أشهر من اجتماعات المؤتمرات الحزبية للانتخابات الوطنية، فإن جميع الولايات المتحدة تقوم باجراء انتخابات تمهيدية لاختيار مرشحي كل حزب.

## آراء في النظام الانتخابي

### منتقدة
ولعل أكثر الانتقادات شيوعا والموجهة ضد عملية الحملة الانتخابية الرئاسية الأولية بصورة مبكرة تتمثل بإن حملة الحشد والتعبئة المبكرة للانتخابات، تعزز الحملات الانتخابية المرتكزة على المرشح طوال جميع مراحل العملية الانتخابية برمتها، إن العملية تضع متطلبات هائلة على كاهل كل فرد من المرشحين، مثل ما يلي:
1. إن عملية الحملة الانتخابية المبكرة تؤدي إلى برنامج حملة انتخابية مضغوطة للغاية، مما قد يكون ذلك ساحقاً وبالغ الأثر على المرشحين.
2. يضطر المرشحون إلى إنفاق مبالغ طائلة  من المال خلال الحملات الانتخابية التمهيدية قبل انطلاق حملة الانتخابات العامة.  وهذا يعني أن المرشحين الذين يمكنهم جمع مبالغ كبيرة من التبرعات في وقت مبكر جداً خلال العملية تكون لهم الأفضلية.
3. يتعين على المرشحين التخطيط بدقة وعناية طوال فترة موسم الانتخابات الأولية.
4. يتعين على المرشحين الحصول على كسب تأييد وسائل الإعلام في وقت مبكر جداً للحصول على تغطية جيدة وخلق صورة إعلامية إيجابية عنهم.
5. على المرشحين التواصل بصورة مبكرة مع أعضاء الحزب لكسب الدعم والتأييد للحملات الانتخابية التمهيدية.
6. يتعين على المرشحين التخاطب بشأن آرائهم السياسية بكل حرص لإرضاء الناخبين في الانتخابات الأولية وجمهور الناخبين العام.

### مؤيدة
1. إن الحملة الانتخابية المضغوطة أو المكثفة خلال «موسم الانتخابات التمهيدية» تعمل على إعداد المرشحين للمعركة الحقيقية مع خصومهم عند منازلتهم في حملة الانتخابات العامة في نهاية المطاف.
2. تعمل المنافسة بصورة عامة على تشجيع  المرشحين للوصول إلى هدفهم، وإستقطاب أنصار جدد لهم أثناء العملية الابتدائية، والتبكير في إجرائها يكثف من تلك العملية نظرا للإطار الزمني المحدود.

### مقترحات الإصلاح
تنصب معظم مقترحات الإصلاح لاختيار مرشح رئاسي على ضرورة تقصير موسم الحملة الانتخابية لتحقيق التوازن بين المزايا التي قد تنشأ عن عملية الحشد والتعبئة المبكرة، مثل ما يلي:
يهدف أحد الاقتراحات إلى إحباط عملية التعبئة  المبكرة من خلال «الانتخابات التمهيدية بالمناطق الزمنية» حيث يمكن نقل جميع الانتخابات التمهيدية والمؤتمرات الحزبية إلى تواريخ معينة لتحقيق جدول زمني يقلل من تأثير الانتخابات التمهيدية في ولايتي «نيو هامبشير»، و «أيوا» بصورة تعادل وتوازن أهمية انتخابات الولايات المختلفة في إجراءات الترشيح.
لقد عمدت الرابطة الوطنية لأمناء الدولة، وغالبية أعضائها من أرفع موظفي الانتخابات الرسميين في الولايات الأم إلى تقديم اقتراح لتدوير النظام الإقليمي للانتخابات الأولية بطريقة تناوبية، وثمة اقتراح آخر يتمثل في عقد انتخابات أولية قومية بطريقة الترشيح الحر دون الالتفات إلى الولاء الحزبي في نفس اليوم لتقليل التأثر بالأغلبية، والتي بموجبها يتم تحديد رابح باكر في عدد قليل من الولايات بصفته الأوفر حظاً للترشح والفوز في الانتخاب العام.